# Frikkie Botes
Pour les articles homonymes, voir Botes.
Frikkie Botes, né en 1989, est un trampoliniste namibien.

## Carrière
Aux Championnats d'Afrique 2006 au Cap, il obtient la médaille d'argent en trampoline synchronisé avec Carel-David Rautenbach.